# 147e méridien est
En géographie, le 147e méridien est est le méridien joignant les points de la surface de la Terre dont la longitude est égale à 147° est.

## Géographie

### Dimensions
Comme tous les autres méridiens, la longueur du 147e méridien correspond à une demi-circonférence terrestre, soit 20 003,932 km. Au niveau de l'équateur, il est distant du méridien de Greenwich de 16 364 km,.
Avec le 33e méridien ouest, il forme un grand cercle passant par les pôles géographiques terrestres.

### Régions traversées
En commençant par le pôle Nord et descendant vers le sud au pôle Sud, Le 147e méridien est passe par:
| Coordonnées           | Pays, territoire ou mer   | Notes |
| --------------------- | ------------------------- | --- |
| 90° 00′ N, 147° 00′ E | Océan Arctique            | |
| 76° 37′ N, 147° 00′ E | Mer de Sibérie orientale  | |
| 75° 19′ N, 147° 00′ E | Russie                    | République de Sakha — Île de Nouvelle-Sibérie |
| 75° 03′ N, 147° 00′ E | Mer de Sibérie orientale  | |
| 72° 14′ N, 147° 00′ E | Russie                    | République de Sakha Oblast de Magadan — à partir de 64° 08′ N, 147° 00′ E |
| 59° 22′ N, 147° 00′ E | Mer d'Okhotsk             | |
| 44° 35′ N, 147° 00′ E | Îles Kouriles             | île d'Iturup, administrée par la Russie (Oblast de Sakhaline) mais revendiquée par le Japon (Préfecture de Hokkaidō)                                                           |
| 44° 27′ N, 147° 00′ E | Océan Pacifique           | Passe juste à l'est de l'île de Shikotan, Îles Kouriles (à 43° 50′ N, 146° 55′ E) Passe juste à l'ouest de l'île Satawal, États fédérés de Micronésie (à 7° 21′ N, 147° 02′ E) |
| 1° 58′ S, 147° 00′ E  | Papouasie-Nouvelle-Guinée | Île de Manus |
| 2° 12′ S, 147° 00′ E  | Océan Pacifique           | Mer de Bismarck |
| 5° 15′ S, 147° 00′ E  | Papouasie-Nouvelle-Guinée | Long Island |
| 5° 22′ S, 147° 00′ E  | Océan Pacifique           | Mer de Bismarck |
| 5° 56′ S, 147° 00′ E  | Papouasie-Nouvelle-Guinée | |
| 6° 44′ S, 147° 00′ E  | Mer des Salomon           | Golfe de Huon |
| 7° 00′ S, 147° 00′ E  | Papouasie-Nouvelle-Guinée | |
| 9° 18′ S, 147° 00′ E  | Mer de Corail             | |
| 19° 15′ S, 147° 00′ E | Australie                 | Queensland Nouvelle-Galles-du-Sud — à partir de 29° 00′ S, 147° 00′ E Victoria — à partir de 36° 05′ S, 147° 00′ E                                                             |
| 38° 32′ S, 147° 00′ E | Détroit de Bass           | Passe juste à l'est de Île Hogan, Tasmania, Australie (à 39° 13′ S, 146° 59′ E)                                                                                                |
| 40° 59′ S, 147° 00′ E | Australie                 | Tasmanie |
| 43° 26′ S, 147° 00′ E | Océan Pacifique           | Les autorités australiennes considèrent cette zone comme partie de l'océan Austral,                                                                                            |
| 60° 00′ S, 147° 00′ E | Océan Austral             | |
| 67° 54′ S, 147° 00′ E | Antarctique               | Territoire antarctique australien, partie de l'Antarctique revendiquée par l' Australie                                                                                        |